# Ge’ula Kohen
Ge’ula Kohen (hebr.: גאולה כהן, ang.: Geulah Cohen, ur. 12 grudnia 1925 w Tel Awiwie, zm. 18 grudnia 2019) – izraelska polityk, w latach 1990–1991 wiceminister nauki i technologii, w latach 1974–1992 posłanka do Knesetu z list Likudu i Tehijji.

## Życiorys
Urodziła się 12 grudnia 1925 w Tel Awiwie.
W wyborach parlamentarnych w 1973, pierwszy raz dostała się do izraelskiego parlamentu. Zasiadała w Knesetach VIII, IX, X, XI i XII kadencji. Od 1979 była, obok Juwala Ne’emana, przywódcą partii Techijja.
Jej syn Cachi Hanegbi (ur. 1957) – także został politykiem Likudu, posłem i ministrem.
Zmarła 18 grudnia 2019 w wieku 93 lat.